# Get The Devil Out Of Me
Get The Devil Out Of Me - singel holenderskiego zespołu symfoniczno-metalowego Delain, który pochodzi z ich trzeciego studyjnego albumu We Are the Others.

## Lista utworów
Opracowano na podstawie materiału źródłowego
1. "Get the Devil Out of Me" - 3:21

## Twórcy
Opracowano na podstawie materiału źródłowego
Zespół Delain w składzie
- Charlotte Wessels - śpiew
- Timo Somers - gitara
- Martijn Westerholt - instrumenty klawiszowe
- Otto Schimmelpenninck van der Oije - gitara basowa
- Sander Zoer - perkusja